# 智利南部地區
智利南部地區（西班牙語：Zona Sur）是智利的五個傳統地理區域之一。位於智利中南部，南緯38度線和43度線之間，中部地區以南，極南地區以北。範圍包括阿勞卡尼亞大區、河大區、奧伊金斯將軍解放者大區、湖大區，面積98,855.4平方公里，人口2,170,769（2017年）。（或以比奧比奧河與查考海峽為界，包含比奧比奧大區南部、不含湖大區南部。）
南部地區屬溫帶海洋性氣候，是智利最潮濕的地區，適合農業和林業，並具有湖泊眾多的特點。主要城市包含特木科、瓦爾迪維亞、蒙特港、奧索爾諾。
- 巴拉斯港，後方為延基韋湖與奧索爾諾火山
- 內爾圖梅湖
- 瓦爾迪維亞